# Jatipiring
Jatipiring is een bestuurslaag in het regentschap Cirebon van de provincie West-Java, Indonesië. Jatipiring telt 1665 inwoners (volkstelling 2010).